# Бризантные снаряды
Бризантные снаряды  — артиллерийские снаряды, способные при разрыве давать большое количество разлетающихся во все стороны осколков.

## История
Бризантные снаряды в XIX веке изготавливались из хорошо закаленной стали, имели внутри большую полость, заполняемую разрывным зарядом из какого-нибудь дробящего (сильно взрывчатого) вещества — лиддита, мелинита, солей пикриновой кислоты, динамита, пироксилина и т. п. Действие бризантных снарядов гораздо сильнее, чем обыкновенных разрывных бомб и шрапнелей, снаряженных порохами. Дело в том, что сила взрыва порохов не настолько велика, чтобы преодолевать поступательную скорость осколков при разрыве снаряда, поэтому все осколки летят только вперед снопом, поражая лишь впереди стоящие цели, а следовательно, не могут поражать цели, стоящие за укрытием. Сила же взрыва дробящих веществ настолько велика, что ею преодолевается поступательная скорость осколков, и они летят как вперед, так и назад и далеко в стороны, поражая также скрытые за укрытиями войска. Кроме того, бризантные снаряды обладают, вследствие большой упругости газов их разрывного заряда, мощным фугасным действием по насыпям и другим земляным прикрытиям.
Бризантные снаряды были введены в XIX веке почти во всех армиях: английской (лиддит), французской (мелинит), германской, австрийской, японской (секретный состав — шимоза). В России же в полевой артиллерии в XIX веке бризантные снаряды предполагали заменить более крупным калибром, поэтому, вместо почти повсеместного введения бризантных снарядов, в полевую артиллерию были введены 6-дюймовые мортиры, фугасное действие которых не уступало таковому же полевых орудий других государств. Но опыт войн показал преимущества бризантных снарядов.
Главный их недостаток — опасность при обращении, приготовлении и хранении. Хотя все вышеназванные дробящие вещества взрываются не иначе, как при детонации, тем не менее, все они имеют свойство давать весьма легко взрывчатые соединения со всеми металлами, кроме благородных и олова. Бризантные снаряды поэтому внутри покрываются полудой из химически чистого олова; но получение такого олова весьма затруднительно, а малейшая примесь какого-либо другого вещества непременно дает взрывчатое соединение, что почти всегда влечёт неожиданный взрыв. Корпуса бризантных снарядов делали исключительно из стали, так как чугун от действия дробящих веществ разбивается на такие мелкие осколки, что они не могут вывести людей и животных из строя.
Пикрат аммония менее чувствителен к удару, чем пикриновая кислота, и не обладает склонностью к образованию с металлами опасных взрывчатых солей. По мощности и бризантности он по меньшей мере равноценен тринитротолуолу, но менее чувствителен, чем последний, однако может с успехом применяться с тетриловым (2,4,6-тринитрофенил-N-метилнитрамин) промежуточным детонатором. Пикрат аммония можно было бы предпочесть тринитротолуолу в качестве основного заряда снарядов, если бы он не был твердым высокоплавким веществом (т. пл. около 270С с разложением), вследствие чего его нельзя заливать в виде расплава. Он находит специальное применение для бронебойных снарядов, так как более стоек к сильному удару, чем тринитротолуол, и взрывает от детонатора только после проникания снаряда через преграду.